# Hermann Knoflacher

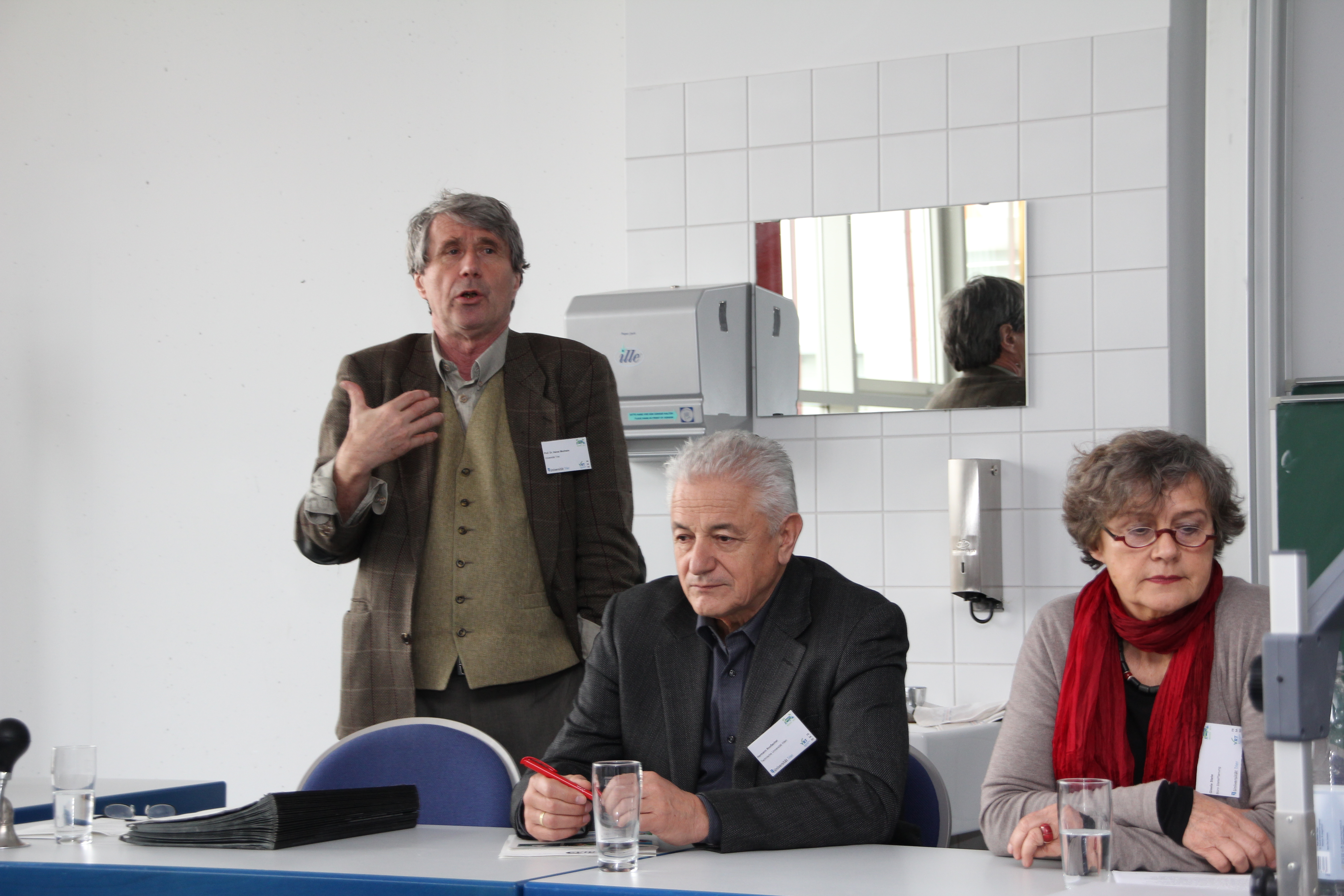
Hermann Knoflacher (in der Mitte) und Heiner Monheim (links) während des 18. Bundesweiten Umwelt- und Verkehrskongress BUVKO an der Universität Trier am 19. März 2011

Hermann Knoflacher (* 21. September 1940 in Villach, Kärnten) ist ein österreichischer Zivilingenieur. Er ist Professor emeritus am Institut für Verkehrsplanung und Verkehrstechnik der Technischen Universität Wien.

## Leben, Forschung und Lehre
Knoflacher studierte Bauingenieurwesen, Vermessungswesen und Mathematik an der TU Wien. Er ist seit 1975 Professor an der Technischen Universität Wien und war seit 1985 Vorstand des Instituts für Verkehrsplanung und -technik. Seine Lehrschwerpunkte sind Raum- und Stadtplanung sowie Einflüsse der Mobilität. Seine Thesen stellen einen wesentlichen Beitrag zum Konzept der Sanften Mobilität dar. Seit 1982 ist Knoflacher Leiter des Institutes für Verkehrswesen im Kuratorium für Verkehrssicherheit Wien, seit 1993 ist er ordentliches Mitglied der Europäischen Akademie der Wissenschaften und Künste, seit 2004 ist Knoflacher Präsident des Club of Vienna. Außerdem ist er Mitglied des Club of Budapest und globaler Fußgehervertreter der Vereinten Nationen. Von 2004 bis 2018 war Knoflacher auch Vorsitzender des Fahrgastbeirats der Wiener Linien.
Hermann Knoflacher schreibt die Umwelt-Kolumne in der auflagenstarken österreichischen Wochenzeitung Die ganze Woche.
Hermann Knoflacher wurde vom Veranstalter für die Verkehrsplanung für die Olympischen Winterspiele im Februar 2014 beigezogen. Er ist Vizepräsident des Forums Wissenschaft & Umwelt.
2017 wurde er mit dem Würdigungspreis des Kulturpreises des Landes Kärnten ausgezeichnet.

## Kritik an der automobilen Gesellschaft

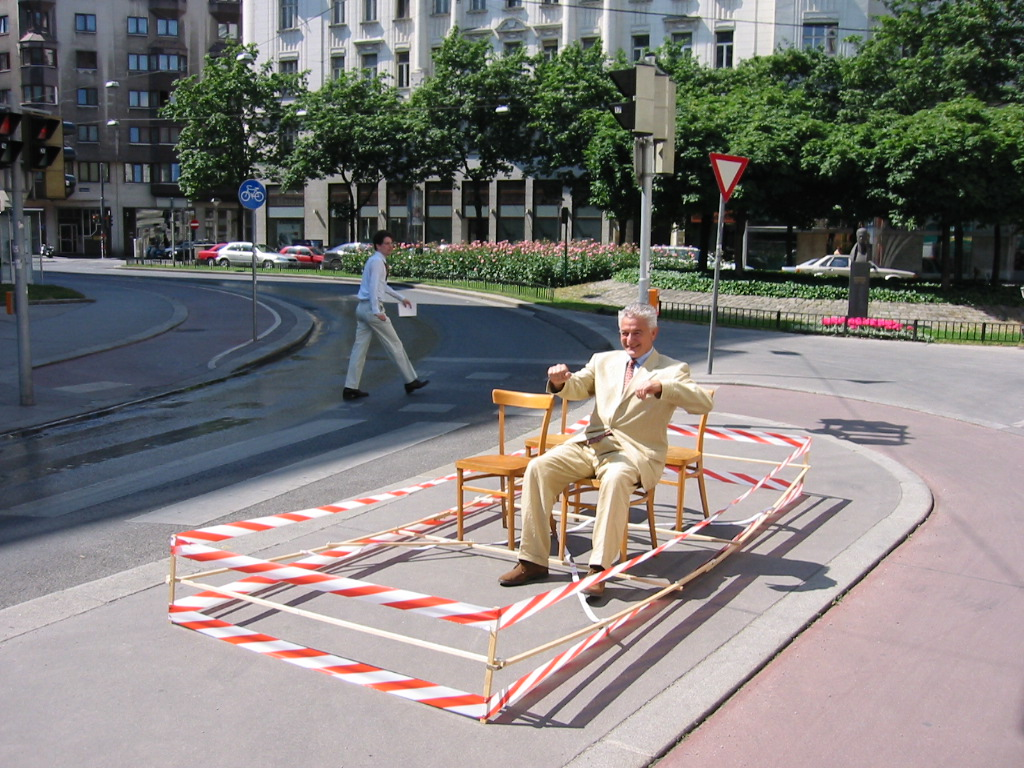
Hermann Knoflacher in seinem Gehzeug, einer Karikatur des enormen Platzbedarfs des motorisierten Individualverkehrs

Bekannt ist Knoflacher für seine Kritik am Automobil und seinen Folgen für die Umwelt des Menschen. Das Auto ist für Knoflacher „wie ein Virus“:

„Wir ziehen uns mehr oder weniger freiwillig in abgedichtete Häuser mit Lärmschutzfenstern zurück, um den Außenraum dem Krach, dem Staub und den Abgasen der Autos zu überlassen.“

Um die Problematik unseres Verkehrswesens aufzuzeigen, entwickelte er 1975 das „Gehzeug“. Dabei handelt es sich um einen Holzrahmen, den sich Fußgänger umhängen können, um dieselbe Fläche wie PKW-Fahrer in Anspruch zu nehmen. Es wird vor allem in Österreich in Demonstrationen gegen den Autoverkehr, für mehr Fußgängerfreundlichkeit und die Verkehrswende eingesetzt und verbildlicht die auch von Knoflacher formulierte Kritik an der Irrationalität des Straßenverkehrs, vor allem des städtischen, und an dessen relativ hohem Platzbedarf.
Laut Knoflacher fehlt dem Menschen beim Autofahren die Rückmeldung des Energieverbrauchs, den er als Fußgänger dagegen unmittelbar verspürt:

„Der Mensch ist darauf evolutionär überhaupt nicht vorbereitet. Es überwältigt ihn. Und deshalb setzt sich das Auto ganz tief im Stammhirn des Menschen fest. Und er beginnt, sich mit dem Auto zu identifizieren.“

## Auswirkungen, Konflikt mit Umweltzielen
In Interviews mit dem Spiegel und der ARD gab Knoflacher an, Maßnahmen gegen den Autoverkehr initiiert zu haben, welche die Bevorzugung desselben in Frage stellen und teilweise beseitigen sollten. Ein Auto dürfe laut Knoflacher nicht mehr Platz verbrauchen als andere Verkehrsteilnehmer auch. Tatsächlich sei es aber ein Vielfaches. Parkraum sei in Städten subventioniert und damit zu günstig. Durch bauliche Hindernisse sollten Autofahrer gezwungen werden, an Haltestellen hinter den öffentlichen Verkehrsmitteln zu warten. Der öffentliche Verkehr solle das Tempo bestimmen und das des Autoverkehrs darauf reduziert werden.
Kritiker bemängeln, dass Knoflachers Politik mehr rote Ampeln statt grüner Wellen schaffe, was angeblich zu gehäuften Brems- und Beschleunigungsvorgängen, Wartezeiten im Leerlauf und sehr niedrigen Geschwindigkeiten mit steigendem Schadstoffausstoß, Kraftstoffverbrauch und Lärm führe. Tatsächlich haben empirische Studien mittlerweile Knoflachers Argumente belegt, dass eine Verlangsamung des Stadtverkehrs zu gleichmäßigerem Verkehrsfluss, weniger Stau, weniger Luftbelastung und weniger Lärm führt.
Knoflacher wurde von ÖVP, FPÖ und dem ÖAMTC für die von ihm umgesetzten Verschlechterungen für den motorisierten Individualverkehr heftig kritisiert.

„‚Seit fünf Jahrzehnten setzen Sie sich für eine andere Verkehrspolitik und eine andere Verkehrsplanung ein. Hat es Sie getroffen, dass Sie viel Kritik einstecken mussten?‘

Am Anfang vielleicht, aber eigentlich auch damals nicht. Ich freue mich immer, wenn ich persönlich angegriffen werde, weil das bedeutet, dass mein Gegenüber keine Sachargumente hat.“

## Werke
- Katalysatoren für Nichtmotorisierte. Wien 1985, ISBN 3-900657-00-9.
- Fußgeher- und Fahrradverkehr. Böhlau, Wien/Köln/Weimar 1995, ISBN 3-205-98308-4.
- Zur Harmonie von Stadt und Verkehr. 2. Auflage. Böhlau, Wien/Köln/Weimar 1996, ISBN 3-205-98586-9.
- Landschaft ohne Autobahnen. Böhlau, Wien/Köln/Weimar 1996, ISBN 3-205-98436-6.
- Stehzeuge – Fahrzeuge: Der Stau ist kein Verkehrsproblem. Böhlau, Wien/Köln/Weimar 2001, ISBN 3-205-98988-0.
- (Hrsg.) Weltreligionen und Kapitalismus. Kapitalismus gezähmt? Echomedia, Wien 2006, ISBN 3-901761-54-3.
- Grundlagen der Verkehrs- und Siedlungsplanung: Verkehrsplanung. Böhlau, Wien/Köln/Weimar 2007, ISBN 978-3-205-77626-0.
- Virus Auto. Die Geschichte einer Zerstörung. Ueberreuter, Wien 2009, ISBN 978-3-8000-7438-9.
- VERKEHRT. Plädoyer für ein anderes Leben. Salzburg, 2013, ISBN 978-3-99014-079-6.
- Zurück zur Mobilität! Anstöße zum Umdenken. Ueberreuter, Wien 2013, ISBN 978-3-8000-7557-7.
- Virus Auto 4.0. Lebensraum für Mensch und Natur in Stadt und Land. Mit Beiträgen von Helga Kromp-Kolb und Maria Vassilakou. Alexander Verlag, Berlin 2023, ISBN 978-3-89581-602-4.